# IPhone (prima generazione)
(Steve Jobs)
L'iPhone 2G — noto anche come iPhone EDGE o iPhone Original o Original iPhone — è uno smartphone appartenente all'omonima famiglia dell'Apple Inc., in particolare è stato il primo modello commercializzato appartenente a tale famiglia di smartphone. Presentato il 9 gennaio 2007 al Macworld Conference & Expo e introdotto negli Stati Uniti il 29 giugno 2007, solo successivamente è stato introdotto in Europa.

## Storia

### Lo sviluppo
Lo sviluppo del primo modello di iPhone iniziò quando Steve Jobs comprese che in un futuro non molto lontano, gli utenti avrebbero potuto usare un telefono evoluto per ascoltare musica, e nessuno avrebbe più comprato iPod (dispositivo che aveva risollevato le sorti di Apple) "perché tutti hanno già in tasca un telefono". Vennero realizzati diversi prototipi, alcuni partendo proprio dai preesistenti modelli di iPod, ma si decise di optare per la soluzione con schermo tattile e multi-touch (inizialmente pensata per interagire con un computer senza l'ausilio della tastiera fisica e del mouse).
L'iPhone è stato introdotto da Steve Jobs il 9 gennaio 2007 durante la conferenza di apertura del Macworld tenutosi in California. Jobs introdusse l'iPhone come una combinazione di tre dispositivi: iPod con schermo tattile, telefono cellulare rivoluzionario e Internet.

### Il rilascio

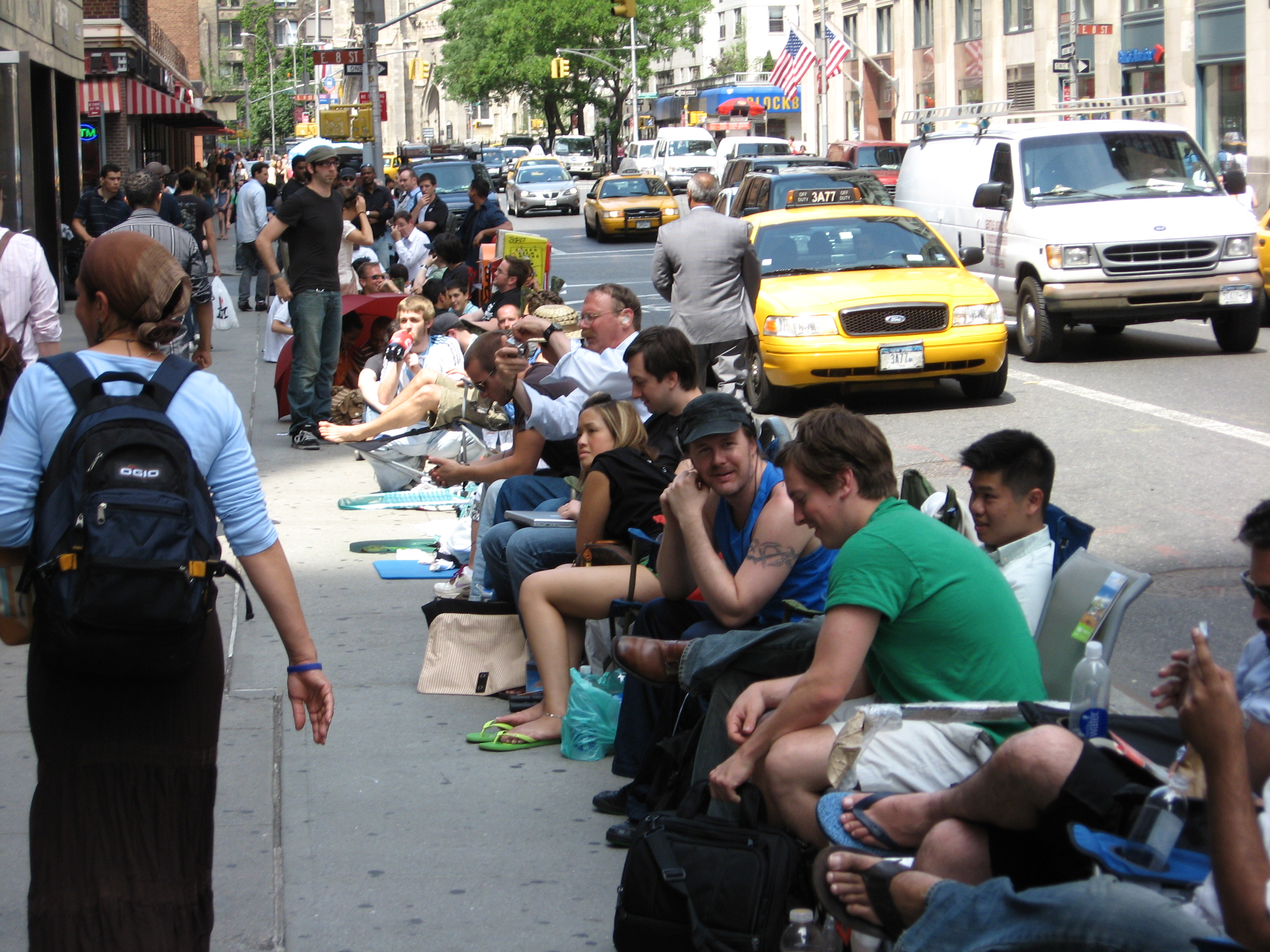
Fila di persone che attendono l'apertura dell'Apple Store

Il modello da 8 GB subì una riduzione di prezzo arrivando a costare 399 dollari. Nel gennaio 2008 viene introdotto un modello da 16 GB a 499 dollari.
Nel novembre 2007 è stato reso disponibile nel Regno Unito, Francia e Germania, nella primavera del 2008 in Austria e Irlanda.
Grazie alla pubblicità di Apple, su dieci americani intervistati, sei conoscevano la data d'uscita dell'iPhone prima del suo rilascio.
Il primo acquisto è stato effettuato da Gregory Packer.

### Dopo il rilascio
Il 5 settembre 2007 viene presentato l'iPod Touch, un dispositivo con le stesse caratteristiche dell'iPhone ma senza modulo telefonico.
Dopo la presentazione dell'iPod touch il modello da 8 GB subì un calo di prezzo, mentre il modello base cessò la produzione. Apple ha venduto il milionesimo iPhone dopo 74 giorni dalla commercializzazione negli Stati Uniti.
L'iPhone di prima generazione è stato tra i primi smartphone dotati di schermo capacitivo in produzione di serie, ma non il primo, contrariamente a quanto spesso si crede (non era una novità, i primi dispositivi touch furono creati da E. A. Johnson nel 1965). Altri dispositivi creati prima, furono per esempio l'elegante LG Prada del 2006 di cui Apple riprese le linee di design (ragion per cui la LG la querelò un anno più tardi),  mentre con schermo touch resistivo sono da ricordare l'IBM Simon nel 1994 (primo smartphone touch di serie), l'Ericsson R380 (1999), il Nokia 7710 (2004). In assoluto, il primo dispositivo multi-touch moderno risale al 1982, e fu progettato dall'Università di Toronto, il primo dispositivo con schermo tattile capacitivo di una certa qualità fu realizzato invece da Bent Stumpe e Frank Beck e sviluppato poi dal CERN di Ginevra (1973). La Fingerworks commercializzava dispositivi multi-touch, e aveva un completo catalogo di prodotti già nel 1998, la Apple ne effettuò l'acquisizione nel 2005 proprio per la creazione dell'iPhone.
Il 9 giugno 2008, Apple ha annunciato l'iPhone 3G che sarà venduto dall'11 luglio. Il primo modello cessò la produzione subito dopo l'annuncio del successore.
Il supporto software alla prima generazione terminò ufficialmente il 21 giugno 2010 con la pubblicazione dell'aggiornamento 4.0 di iOS, non compatibile con questo modello.
Mentre nella maggior parte dei documenti Apple ci si riferisce al dispositivo come iPhone, nel luglio 2010 in un comunicato stampa appare la dicitura iPhone originale.

### Design

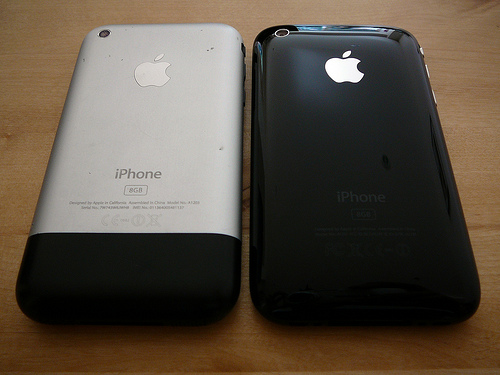
Confronto tra iPhone e iPhone 3G

Il design dell'iPhone è caratterizzato da uno schermo tattile multitocco in vetro da 3,5 pollici. Ci sono in totale cinque interruttori fisici, tra cui il pulsante home sotto lo schermo che riporta al menu principale, i due tasti volume, il tasto silenzioso sullo stesso lato e il tasto accensione/stand-by sulla parte superiore. Il retro è caratterizzato da una struttura in alluminio anodizzato, la cui base di plastica è necessaria per trasmettere il segnale Wi-Fi. La presa cuffie è messa all'interno del telaio, il che lo rende incompatibile con la maggior parte degli auricolari, se non con l'ausilio di un adattatore.

## Critiche
Appena poche ore dopo la presentazione dell'iPhone 2G, definito dallo stesso Jobs come rivoluzionario e con un software avanti di cinque anni rispetto alla concorrenza, erano già innumerevoli gli articoli e servizi dedicati all'ultimo nato in casa Apple. Ma sul prodotto erano state espresse anche diverse critiche. Le principali erano:
- L'iPhone utilizza una tastiera virtuale per inserire i testi. Le tastiere virtuali non permettono di avere un ritorno tattile dei tasti premuti e quindi generalmente producono più errori di digitazione rispetto a una tastiera "fisica" di analoghe dimensioni. Il giornalista David Pogue del New York Times e Walt Mossberg del Wall Street Journal hanno esaminato il dispositivo per due settimane: entrambi inizialmente hanno avuto difficoltà a usare questa tastiera, ma dopo un periodo di apprendimento entrambi sono riusciti a utilizzare il dispositivo in modo soddisfacente. Inoltre hanno affermato che la chiave del successo del sistema è il sistema di predizione del testo integrato del telefono. In caso di scrittura in lingue che prevedono frequenti accenti (come ad esempio la lingua italiana o quella francese), l'utilizzo della tastiera virtuale dell'iPhone può risultare difficoltoso e rallentare la digitazione dato che le lettere accentate si trovano in una schermata secondaria. Da iOS 3.0 è disponibile la versione orizzontale della tastiera virtuale. Nello stesso aggiornamento è stato migliorato anche il dizionario, che permette il completamento delle parole e la correzione nel caso in cui si dovesse digitare una lettera inesatta.

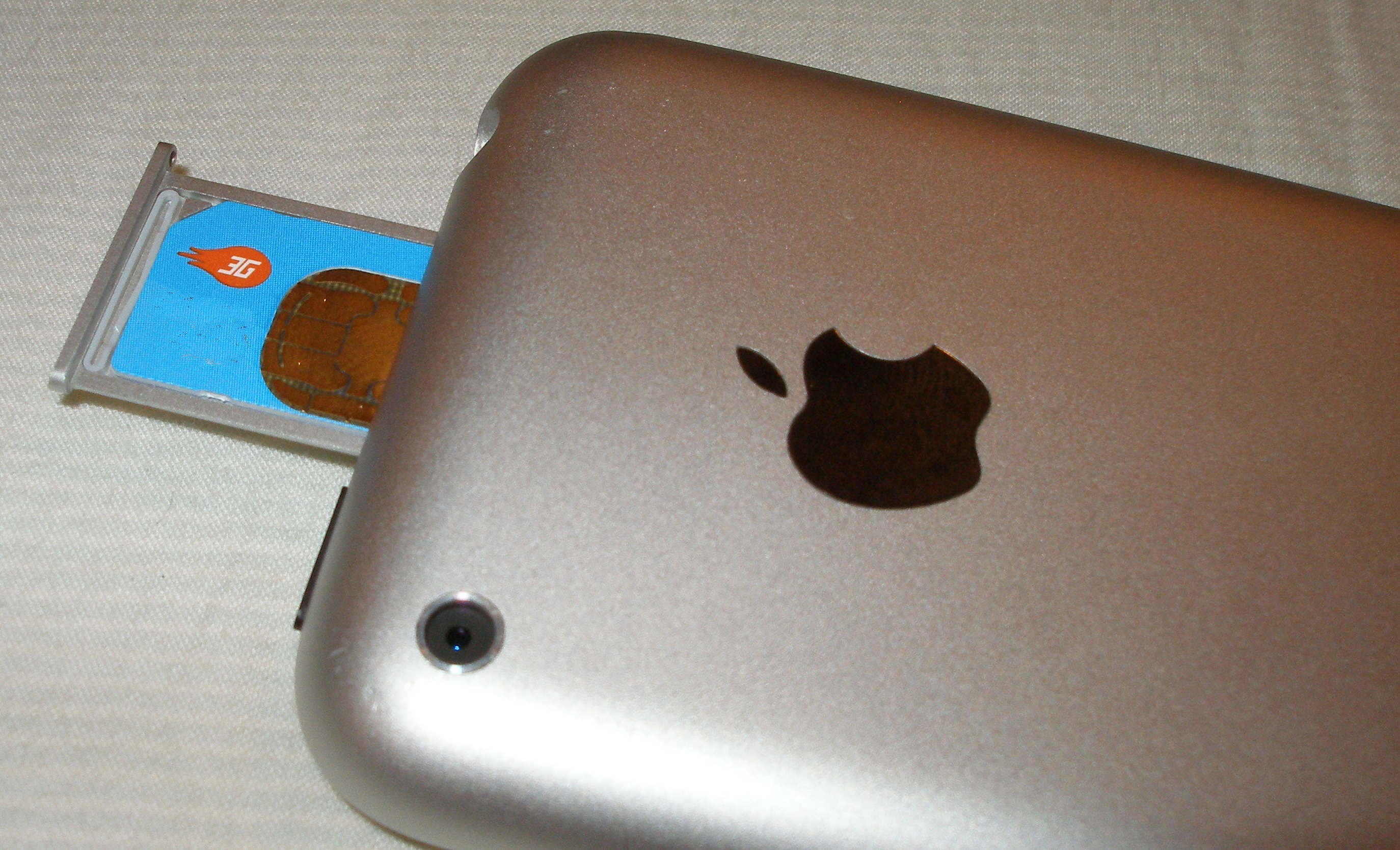
Slot SIM del telefono in versione 2G

- Quando non si è in presenza di una rete Wi-Fi a cui si ha accesso, il telefono utilizza la rete telefonica con il protocollo EDGE per comunicare. Questo protocollo fornisce una velocità inferiore a una connessione UMTS. Il cronista del New York Times ha definito "frustrante" la navigazione con la rete EDGE: Il caricamento della home page di Yahoo può richiedere anche più di 100 secondi e la rete non andava oltre i 40 kbit/s, ovvero quanto un modem telefonico su una linea rumorosa.[8] Negli Stati Uniti, appena prima del lancio del telefono si è notato un incremento della velocità delle rete EDGE di AT&T che è arrivata anche a 200 kb/s.[9] Si ritiene che questo sia stato svolto da AT&T per fornire agli utenti iPhone una migliore velocità di navigazione.[10] È pur vero che la versione 3G uscita nel 2008 supera questa limitazione arrivando a 3,6 Mbit/s mentre la versione 3GS è passata a 7,2 Mbit/s in condizioni ottimali di HSDPA.
- Negli Stati Uniti il dispositivo è stato per lungo tempo utilizzabile solo con un contratto AT&T biennale mentre da febbraio 2011 è possibile acquistarlo anche su contratto con Verizon.[11] Sempre dal 2011 è possibile acquistare anche negli Stati Uniti l'iPhone senza contratto e con la parte telefonica già senza blocchi.
- Il telefono manca di alcune caratteristiche integrate che sono comuni in dispositivi di analogo prezzo: lo slot per le schede di memoria, il trasferimento file tramite Bluetooth, come pure l'utilizzo di MP3 come suonerie. Inoltre alcune altre limitazioni, presenti nelle prime versioni dell'iPhone, sono state superate dalla 3ª versione di iPhone OS (MMS, copia, taglia, incolla, ecc), altre dal dispositivo iPhone 3GS (videocamera).[12][13] Alcune di queste funzioni sono disponibili tramite software di terze parti scaricabili, a pagamento, dall'App Store. Altre invece da Cydia effettuando il jailbreak.
- L'applicazione per la gestione degli SMS presentava alcune lacune: non era possibile ruotare la schermata per avere la tastiera in modalità orizzontale, non si potevano cancellare i singoli messaggi ma solamente le intere conversazioni ed erano assenti funzioni come l'inoltro e il reinvio di un messaggio. Tali mancanze sono state risolte con il rilascio dell'aggiornamento firmware 3.0 effettuabile gratuitamente tramite iTunes. Tuttavia anche dopo tale aggiornamento, non veniva mostrato il numero di caratteri immessi durante la scrittura degli SMS, cosa che è stato invece aggiunta con il firmware 4.0.
- Non è possibile creare e gestire le cartelle, la disposizione e archiviazione delle applicazioni introdotte o installate nel telefono non possono essere suddivise in modo organizzato[14] oltre al sistema delle schermate quindi nel caso un utente disponga di diversi file nel terminale può essere costretto a una ricerca manuale più lunga per trovare il file richiesto, questa funzione di gestione delle cartelle verrà introdotta a partire dal sistema operativo 4.0, sistema che non può essere installato sulla prima generazione[15][16]; inoltre non vi è la possibilità di gestire i file multimediali in cartelle se non tramite iTunes, lasciando la gestione esclusivamente al terminale.[17]